# Оссак
Осса́к (фр. Aussac, окс. Auçac) — коммуна во Франции, находится в регионе Юг — Пиренеи. Департамент — Тарн. Входит в состав кантона Дё-Рив. Округ коммуны — Альби.
Код INSEE коммуны — 81020.

## География
Коммуна расположена приблизительно в 560 км к югу от Парижа, в 60 км северо-восточнее Тулузы, в 11 км к юго-западу от Альби.

## Климат
Климат умеренно-океанический. Зима мягкая и дождливая, лето жаркое с частыми грозами. Ветры довольно редки.

## Население
Население коммуны на 2010 год составляло 276 человек.
| 1962 | 1968 | 1975 | 1982 | 1990 | 1999 | 2010 |
| ---- | ---- | ---- | ---- | ---- | ---- | ---- |
| 188  | 181  | 156  | 164  | 205  | 214  | 276  |

## Администрация
| Период | Период | Фамилия    | Партия | Примечания |
| ------ | ------ | ---------- | ------ | ---------- |
| ?      | 1989   | Жан Винье  |        |            |
| 1989   | 2014   | Жан Тейяк  |        |            |
| 2014   | 2020   | Лоран Сирг |        |            |

## Экономика
Основу экономики составляет виноградарство.
В 2007 году среди 169 человек в трудоспособном возрасте (15—64 лет) 129 были экономически активными, 40 — неактивными (показатель активности — 76,3 %, в 1999 году было 68,4 %). Из 129 активных работали 121 человек (68 мужчин и 53 женщины), безработных было 8 (1 мужчина и 7 женщин). Среди 40 неактивных 14 человек были учениками или студентами, 20 — пенсионерами, 6 были неактивными по другим причинам.

## Фотогалерея

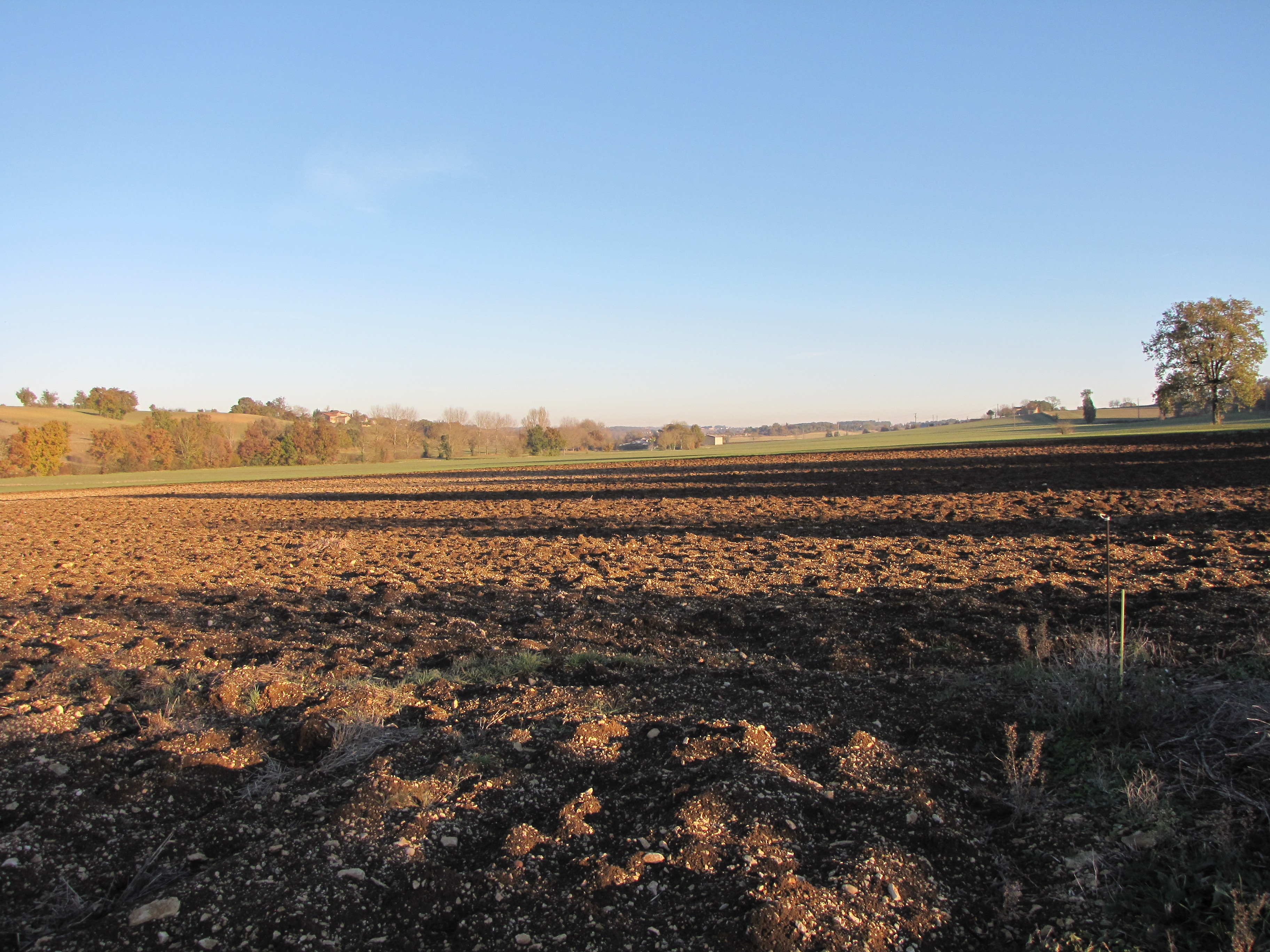
Долина Содрон
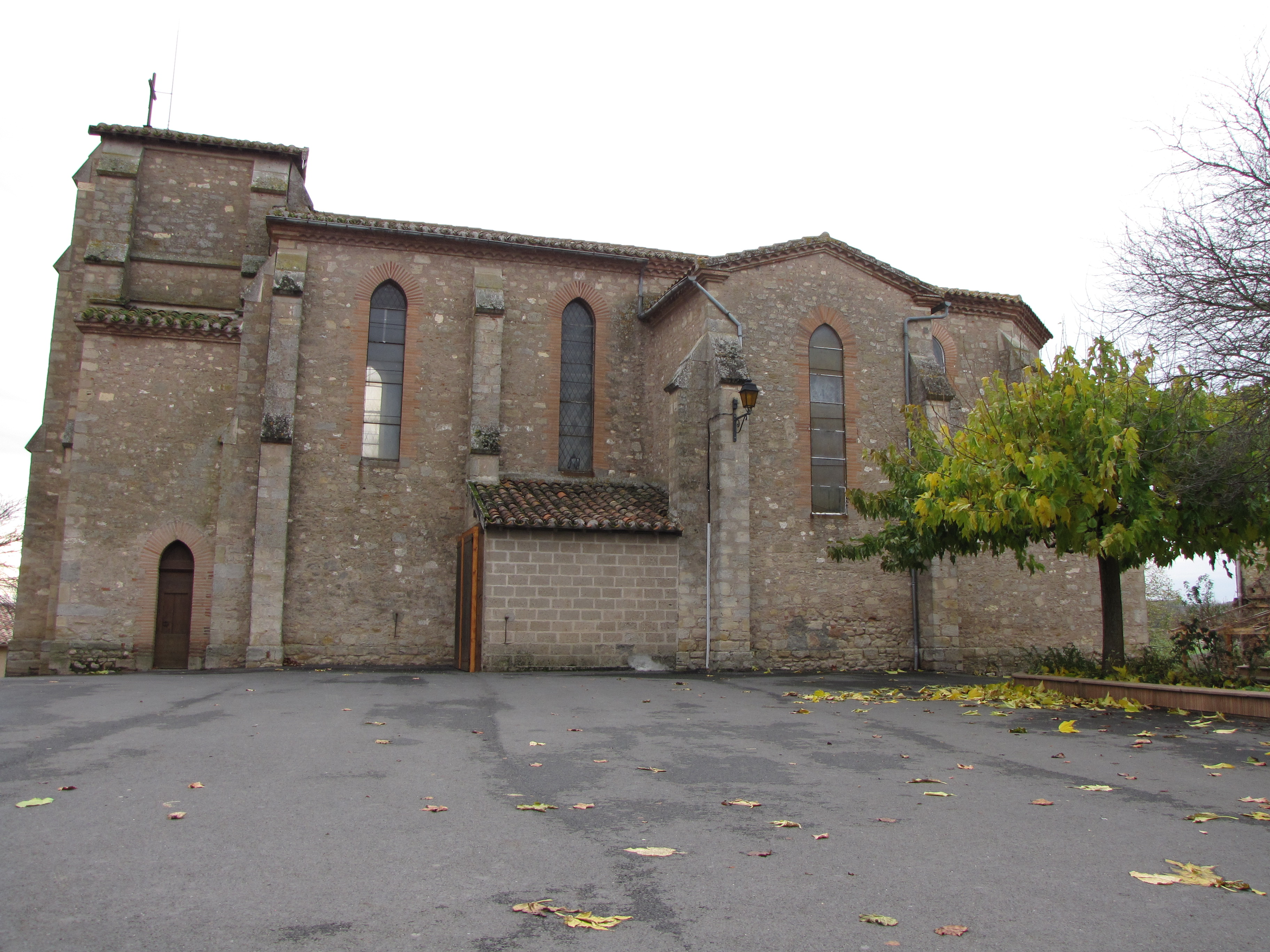
Церковь
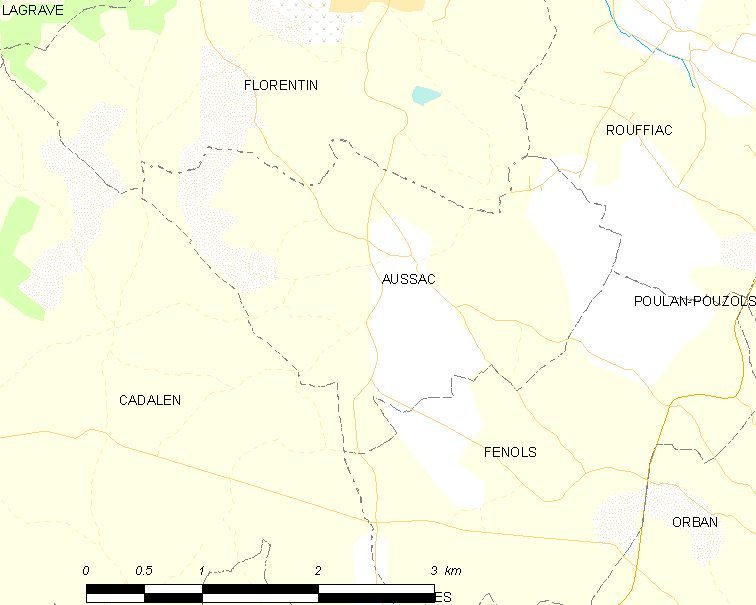
Карта коммуны